# Okręg wyborczy Acton
Okręg wyborczy Acton powstał w 1918 r. i wysyłał do brytyjskiej Izby Gmin jednego deputowanego. Okręg był położony w Londynie. Został zlikwidowany w 1983 r.

## Deputowani do brytyjskiej Izby Gmin z okręgu North West Hampshire
- 1918–1929: Harry Brittain, Partia Konserwatywna
- 1929–1931: James Shillaker, Partia Pracy
- 1931–1943: Hubert Duggan, Partia Konserwatywna
- 1943–1945: Henry Longhurst, Partia Konserwatywna
- 1945–1959: Joseph Sparks, Partia Pracy
- 1959–1964: Philip Holland, Partia Konserwatywna
- 1964–1968: Bernard Floud, Partia Pracy
- 1968–1970: Kenneth Baker, Partia Konserwatywna
- 1970–1974: Nigel Spearing, Partia Pracy
- 1974–1983: George Young, Partia Konserwatywna